# Línea 2 (Surbus)

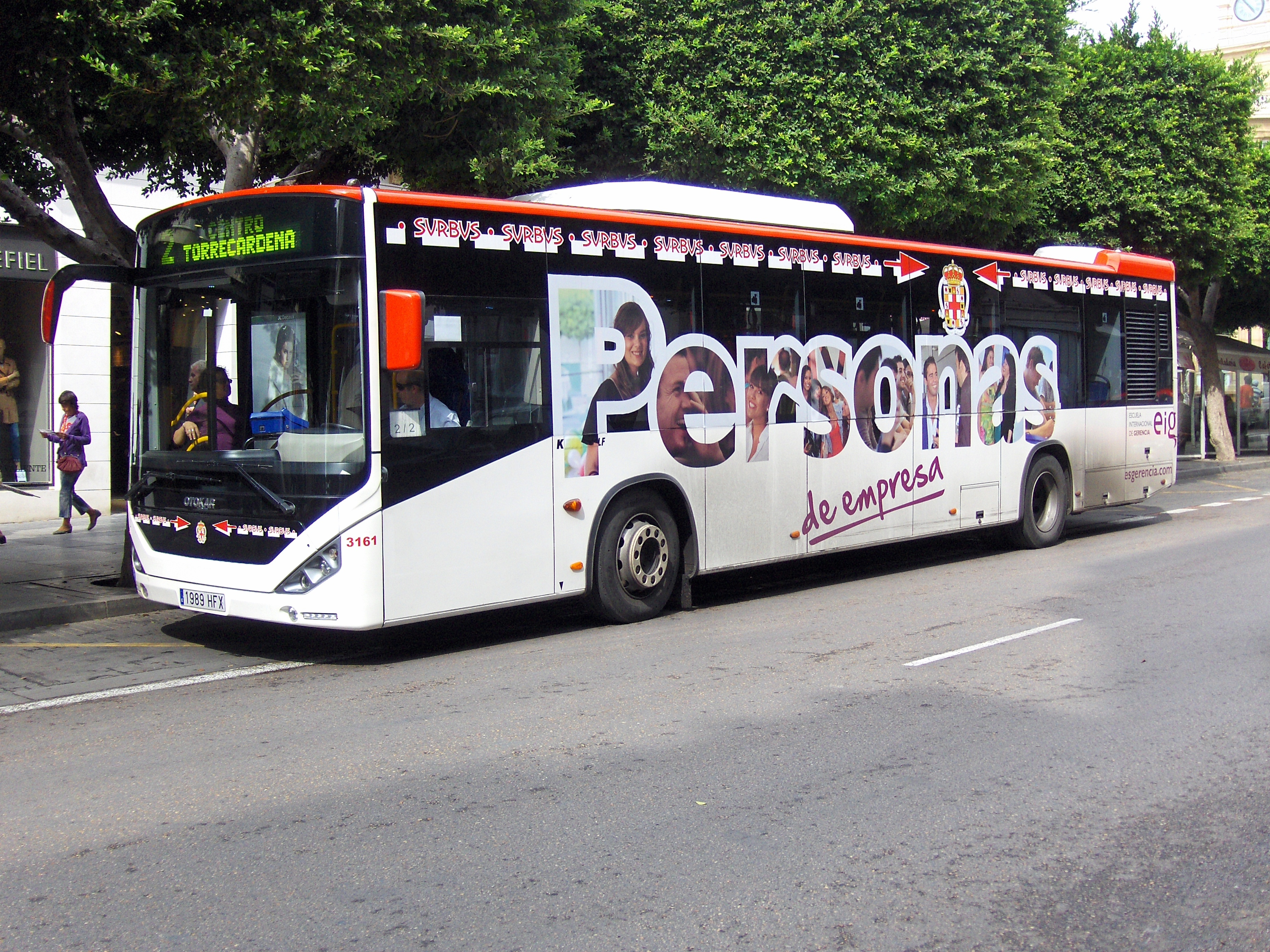
Autobús dando el servicio de la línea 2.

La Línea 2 de Surbus, en Almería, capital de la provincia homónima, en la comunidad autónoma Andalucía, España une el Hospital Torrecárdenas, al norte de la ciudad con el centro de la urbe. La línea es de las más antiguas de la ciudad y una de las de mayor uso por parte de los ciudadanos.

## Características
Su intención es servir como enlace entre el centro de la ciudad de Almería y el Hospital Torrecárdenas, localidazo al norte de la ciudad, y por extensión a los residentes en los barrios de San Luis, Regiones y Bola Azul. La línea da servicio todos los días, siendo la que más frecuencias ofrece.

## Uso
Durante el año 2013, un total de 891.298 pasajeros utilizaron los autobuses de esta línea.

## Historia

### Frecuencias
Esta línea funciona con frecuencias muy altas, todos los días del año.
| Desde Obispo Orberá          |                 |                     |
| De 6:35 a 22:10              | De 15 a 30 min. | Días laborables     |
| De 6:35 a 22:20              | De 20 a 30 min. | Sábados             |
| De 7:25 a 21:55              | Cada 30 min.    | Domingos y festivos |
| Desde Hospital Torrecárdenas |                 |                     |
| De 7:09 a 22:40              | De 15 a 30 min. | Días laborables     |
| De 7:00 a 22:45              | De 20 a 30 min. | Sábados             |
| De 7:00 a 22:45              | Cada 30 min.    | Domingos y festivos |

### Material móvil
- Otokar Kent 290LF, desde septiembre de 2011, con capacidad para 90 pasajeros.[3]
- Volvo 7900 Hybrid, desde abril de 2013, con capacidad para 98 pasajeros.[4]

## Recorrido
| Código | Parada                          | Común con | Otros                                                |
| ------ | ------------------------------- | --------- | ---------------------------------------------------- |
| 34     | Obispo Orberá                   |           |                                                      |
| 4      | Puerta Purchena                 | 1 6 11 18 | Junto a la Puerta de Purchena                        |
| 5      | Plaza del Educador              |           |                                                      |
| 6      | Paseo de Almería, 82            | 1 6 11 18 |                                                      |
| 400    | Canónigo Molina Alonso          |           |                                                      |
| 292    | Estación Intermodal             | 22        | Estación de Almería                                  |
| 401    | Carretera de Ronda 78           |           |                                                      |
| 9      | Sanidad                         | 22        |                                                      |
| 10     | Carretera de Ronda-Blas Infante |           |                                                      |
| 11     | Cruz Roja                       |           | Junto Hospital de San José y Santa Adela - Cruz Roja |
| 12     | Bola Azul                       |           | Junto Hospital Bola Azul                             |
| 13     | La Magnesita                    |           |                                                      |
| 391    | Calle Italia 5                  |           |                                                      |
| 393    | Calle Italia - Tito Pedro       |           |                                                      |
| 61     | Centro Comercial                |           |                                                      |
| 398    | Avenida del Mediterráneo 452    |           |                                                      |
| 402    | Avenida del Mediterráneo 456    |           |                                                      |
| 19     | Carretera de Huércal 24         |           |                                                      |
| 20     | Carretera de Huércal 56         |           | Junto al estadio Juan Rojas                          |
| 22     | Hospital de Torrecárdenas       |           | Junto al Hospital Torrecárdenas                      |

| Código | Parada                    | Común con | Otros                                                |
| ------ | ------------------------- | --------- | ---------------------------------------------------- |
| 22     | Hospital de Torrecárdenas |           | Junto al Hospital Torrecárdenas                      |
| 23     | Estadio Municipal         |           | Junto al estadio Juan Rojas                          |
| 307    | Calle Domingo Artés 20    |           |                                                      |
| 403    | Colegio Almería Norte     |           |                                                      |
| 67     | Centro Comercial          |           |                                                      |
| 394    | Calle Italia 11           |           |                                                      |
| 392    | Calle Italia Parque       |           |                                                      |
| 27     | La Magnesita              |           |                                                      |
| 28     | Bola Azul                 |           | Junto Hospital Bola Azul                             |
| 29     | Cruz Roja                 |           | Junto Hospital de San José y Santa Adela - Cruz Roja |
| 30     | Carretera de Ronda 139    |           |                                                      |
| 31     | Sanidad                   | 22        |                                                      |
| 32     | Gregorio Marañón 45       |           |                                                      |
| 33     | Gregorio Marañón          |           |                                                      |
| 34     | Obispo Orberá             |           |                                                      |